# エリゼッチ・カルドーゾ
エリゼッチ・モレイラ・カルドーゾ（Bp：Elizeth Moreira Cardoso, 1920年7月16日 - 1990年5月7日）は、ブラジル・リオデジャネイロ出身の歌手。

## 人物・評価
エリゼッチには、 “歌の貴婦人”、“サンバ･カンサゥンの女王”、“ブラジル音楽の至宝、“DIVAの中のDIVA”（ディーヴァ、神）、あるいは“A DIVINA”（ヂヴィーナ、女神）など数多の称号・形容詞がある。また、ブラジル音楽でも史上最高・最高峰で不世出の歌手、さらには彼女なくしてブラジル音楽は語れないとまで評される。このようにエリゼッチは国民的に親しまれた偉大な歌手であった。
著名なサンバの詩人・作詞家で、レコードプロデューサーとして彼女のアルバムも手がけたエルミニオ・ベロ・ヂ・カルヴァーリョは、エリゼッチを“Divina Magnifica, Enluarada e Cantadeira do Amor”（偉大な女神で月光に包まれた愛の歌い手）と評している。また、これら高い評価から、彼女を世界のディーヴァの１人にも数える人もおり、フランスにはエディット・ピアフ、アメリカにはビリー・ホリディやサラ・ヴォーン、そして日本には美空ひばりがいたように、エリゼッチも同等の存在であったといわれる。
彼女はボサノヴァ第1号として知られる“Chega de Saudade”（シェガ・ジ・サウダージ、邦題：想いあふれて）を歌った歌手としても有名である（後述）。しかし、彼女のレパートリーはボサノヴァに限らない。ボサノヴァのもとになったサンバやショーロ、サンバ・カンサゥンなどあらゆるタイプの音楽を豊かに表現する歌手といわれる。
ブラジルでは、歌手にはCantora（カントーラ、意味：女性歌手）と、Intérprete(インテルプレチ、意味：翻訳・通訳、英語でいうインタープリタ）の2つのタイプがあるといわれる。どちらも歌手を指す用語であるが、カントールは単なる歌手、あるいは自分の好み・自分本位で歌いたい曲を歌う歌手を指すのに対し、インテルプレチは歌に主体性をおく・楽曲本位でその曲の最良の表現者たらんとする歌手、という違いがある。
したがって、エリゼッチの場合は明らかに後者のインテルプレチであるとされ、彼女自身もカントーラではなくインテルプレチであると自認している。音楽評論家の竹村淳は彼女に会った時、「日本の歌も歌えるわよ」と、日本のタンゴ歌手である阿保郁夫から教わったという“五木の子守唄”を聞いて、その感情表現の的確さに驚いたと語っている。
一般的に、デビューして間もなくヒットして売れっ子歌手となるも、その後は忘れられてしまう歌手も多い中、エリゼッチは歌手としてのキャリアは長いが、30代近くなって売れるまでにかなりの期間があったことから大器晩成型とも評される。また、彼女は売れて国民的な大歌手となった後も、終生おごり高ぶることなく、自宅も豪華な邸宅ではなく、質素堅実な家に住み、庶民性を失わなかったといわれる。なお、その理由は、彼女がリオのゾナ･ノルチ（北部）という庶民的な地域出身であることも関係しているといわれる。
また1人の人間としても、温厚で苦労人としての性格がよく表していた反面、歌に対する姿勢は厳しく非常に頑固であったという。これは後に最後の日本公演においても発揮されることになった(後述)。

## 経歴
エリゼッチは、リオ北部の下町であるサン・クリストヴァン地区、聖フランシスコ・シャビエ（フランシスコ・ザビエル）駅のあるセアラー通りで生まれた。有名なMangueira（エスコーラ・ジ・サンバ・マンゲイラ）の本拠地がある丘に近い。
父親は、セレステイロというセレナータ歌手兼ギター奏者でもあった。また母親も歌うのが好きで、音楽的な環境がすでにあり、彼女は幼少期から父親の演奏で歌っていた。すでに8歳の頃には人前で歌い、入場料まで徴収し当時の2000ヘアルも稼いだことがあったという。10歳の頃には働きはじめ、商店の売り子や石鹸工場の事務員、美容師の仕事も経験している。
彼女が15歳のとき、叔父の経営するナイトクラブにおいて開かれたパーティーで歌い、そこで偶然居あわせていたジャコー・ド・バンドリンがこれを聴いた。ジャコーはこれを高く評価し、ラジオ・グァナバラに出演できるかどうかオーディションを受けさせ、これにみごと合格したことから歌手の道が開けた。ラジオの初共演は、彼女が多くレパートリーにしていたヴィセンチ・セレスティーノ、アラシ・ジ・アルメイダ、ノエル・ホーザという当時の大スターだった。しかし、当時の歌手が人気を得るためにはレギュラー番組を持つことが重要だった。
とはいえ、その年齢もあってか、当初はなかなか一人前扱いされず、ラジオ・エドゥカドゥーラへ移籍するもギャランティが安く生活は苦しかったので、レビューの一座に加わって地方巡業に赴いたりもしている。この長い下積みの間には、そのレビュー一座のカヴァキーニョ奏者であったアリ・ヴァルデスと結婚したが長続きせず、あるいはリオを離れてサンパウロに在住してナイトクラブで働いたりするなどという経験もしている。
そして1946年、彼女が26歳でリオに戻ったときに、当時の大手だったラジオ・メイリンキ・ヴェイガと契約、“よろこびの朝”という番組のホステス役を務めたことから、その翌年の1947年にSTAR（スタール）というレコード・レーベル会社でSP盤“Braços vazios”（腕の中は空っぽ）を初録音した。ただし、これは技術的なミスがあったことから発売されずお蔵入りになっている。しかし、1949年にTODAMERICA（トダメリカ）・レーベル会社で“Canção de amor”（愛の歌）を録音、これがヒットした。1952年には代表曲である“Barracão”（バハカゥン、邦題：丘の上のあばらや、など）がヒットする。
なお、この後、彼女は多くの映画にも出演するようになる。1952年に“E Fogo na Ropa”（シャツの中は燃えている）という映画に初出演、1955年には“Carnaval em La Maior”（ラ長調のカーニバル）など、かなり多くの映画にも出演している。
1954年にはCONTINENTAL（コンチネンタル）で録音するようになる。同年12月にアントニオ・カルロス・ジョビン＆ビリー・ブランコの“リオデジャネイロ交響曲”に参加し録音したことは有名。1956年にはCOPACAVANA（コパ・カヴァーナ）へ移籍して以後、1979年までの23年間にわたりかなりの数に上るアルバムを出し、多くのヒット曲を生んだ。特に1958年のアルバムである“カンサゥン・ジ・アモール・ジマイス”では、ボサノヴァ第1号（つまりボサノヴァの最初の曲である）“Chega de Saudade”（シェガ・ジ・サウダージ、邦題：想いあふれて）を録音したことで知られる。なお、この曲のバックのヴィオラゥン（ギター）奏者は、当時新人だったジョアン・ジルベルトであった。当時すでに大歌手として活躍していたエリゼッチに新人のジョアンが「ボサノヴァはそのように声を張り上げて歌うものじゃない」と何度も注文をつけたというエピソードが残っている。ともあれ、この58年は、それまでエリゼッチをはじめとする多くの歌手によって歌われていたサンバ・カンサゥンが最高に成熟したことを象徴しており、ボサノヴァ誕生はエポックメイキングな瞬間であった。
1960年代には、黒人サンビスタによるサンバ曲集を製作、また男性歌手のシロ・モンテイロともテレビ番組やアルバムで共演した。1964年11月16日には、ヴィラ・ロボスの“バシアーナス・ブラジレイラス第5番”組曲を歌い、テレビ中継された。当初、ブラジルのクラシック関係者から彼女が歌うことに反対する声があがったが、結果的に素晴らしい出来となり、ヴィラ・ロボスの未亡人が「主人が生きていたら『クラシック歌手よりもあなたの歌唱が最高だ』と言ったでしょう」と大変喜んで語った。ちなみにその日はヴィラ・ロボスが没して5周忌の命日の前夜だった。
1967年に“A Enluarada Elizeth”でピシンギーニャの“Carinhoso”（カリニョーゾ）を録音しヒット。また若手アーチストで新進気鋭のマリア・ベターニャやジルベルト・ジルなどとも共演した。
特に1968年2月19日のジョアン・カエターノ劇場における、ジャコー・ド・バンドリン、エポカ・ジ・オウロ、ジンボ・トリオとの共演は歴史的なショーとして知られる。この日の夜、リオは激しい豪雨に見舞われた。ショーの主催者たちは悪天候からチケットの売れ行きが思わしくなく心配していたが、ショー開始直前に豪雨が止み、満天の星となると、彼らの競演を見聴きしようと集まった観客で満席となった。このショーは音源化され発売されており、どれも素晴らしいといわれるが、特にジャコーの演奏でエリゼッチが“Barracão”を歌うあたりで最高潮となる。
翌1969年には、パウリーニョ・ダ・ヴィオラの“Sei La Mangueira”もヒットした。1970年にはシルヴィオ・カルダスとの共演盤を出しヒット、またアメリカにもツアーした。1972年にはスペインとポルトガルにジンボ・トリオと共にツアーした。1977年には初来日、9月23日に渋谷公会堂でショーを行ったほか、翌1978年にも再来日している。しかし、この頃にはコパ・カバーナ社との関係が次第に悪化。エリゼッチの言い分によると2度目の来日の隙に乗じて許可も得ず勝手に“A Cantadeira do Amor”と日本公演のライブを発売したけど、出すだけで何のサポートもなかったという。これによりエリゼッチはSOM LIVLE（ソン・リブリ）社へ移籍した。
エリゼッチは1987年に3度目の来日を果たした。この来日に際してはいわくつきのエピソードが残されている。エリゼッチは仙台でいくつかのショーを行ったあと、体調の異変から大学病院で診察、翌日に進行性の胃がんに侵されていることが発覚した。招聘者や主催者側はツアーを中止しようと決意し、ブラジルにいるエリゼッチの1人息子に連絡を取ったが｢母の意志を尊重してもらいたい。ただし病名だけは絶対に話さないでほしい｣と言われた。エリゼッチは公演中止を拒否。次の神戸公演では開演前に椅子にうずくまって、主催者側の説得にも応じなかったが、ショーが始まるや否や生きいきとした笑顔でエネルギッシュにステージに立った。結局、宮崎の1公演をキャンセルしたほかはすべて歌いきって帰国。リオで手術を受けて成功、3ヵ月後にはステージに立ったという。
しかし1990年5月7日12時28分、リオ・ボタフォゴにある病院で亡くなった。エリゼッチの遺体は夜11時以降にジョアン・カエターノ劇場へ運ばれ、ベッチ・カルヴァーリョやバーデン・パウエル、アルシオーネ、レニー・アンドラージなど、ほとんどのMPBのアーチストが駆けつけたほか、彼女の出身であるゾナ・ノルチやリオ郊外からも多くのファンが詰めかけた。
エリゼッチの遺体には、ブラジル国旗、エスコーラのPortela（ポルテーラ）旗とUnidos de Lucas（ウニドス・ジ・ルカス）旗、サッカーのフラメンゴ旗、Cordão do Bola Preta（コルダゥン・ド・ボラ・プレタ）旗という5つの旗に包まれて棺に納められた。午後2時にジョアン･カエターノ劇場を出発し、数台のバスを伴い、プレジデンチ･ヴァルガス大通りを通過、午後4時にカジュー地区にある墓地で、母親の墓の横に埋葬された。この時、自然と彼女の代表曲である“Carinhoso”が参列者全員で歌われたという。

## ディスコグラフィー
- 1947 Braços vazios/Mensageiro da saudade
- 1948 Complexo/Canção de amor
- 1950 Vem para os braços meus/A mentira acaba
- 1951 Dá-me tuas mãos/O amor é uma canção
- 1951 Se eu pudesse/Quem diria?
- 1951 É sempre assim/Falsos beijos
- 1951 Cantiga de Natal/31 de dezembro
- 1952 As palavras não dizem tudo/Venho de longe
- 1952 Nosso amor, nossa comédia/Maus tratos
- 1952 Eu não posso dizer/Teu ciúme
- 1952 Amor, amor/Caixa postal zero zero
- 1952 Ingratidão/O homem do passado
- 1953 Alguém como tu/Nem resta a saudade
- 1953 Fantasia/Graças a Deus
- 1953 Ai, ai, Janot./Amor que morreu
- 1954 Pra que voltar?/Ao Deus-dará
- 1954 Brigas de amor/Vida vazia
- 1954 Seresteiro/Palhaço
- 1954 Ocultei/Zanguei com meu amor
- 1954 Só você, mais nada/Caminha
- 1955 A moça do retrato/Tormento
- 1955 Subúrbio/Não quero você
- 1955 Águas passantes/Velha praça
- 1955 Amanhã será tarde/Não tenho lar
- 1955 Canções à meia luz
- 1956 Canção da volta/Linda flor
- 1956 Amor oculto/Velhas memórias
- 1956 Na madrugada/O amor é fado
- 1956 Fim de noite
- 1957 Noturno
- 1957 Aconteceu no Uruguai/Tem jeito, sanfona
- 1957 Chove lá fora/Nunca é tarde
- 1957 Música e poesia de Fernando Lobo
- 1957 Um compositor em dois tempos - Jubileu de prata de Herivelto Martins
- 1958 É luxo só/Por acaso
- 1958 Madame Fulano de Tal/Conselho inútil
- 1958 Na cadência do samba/Praça sete
- 1958 Naturalmente
- 1958 Retrato da noite
- 1958 Canção do amor demais
- 1959 E daí?/Sozinha
- 1959 Magnífica
- 1960 Cheiro de saudade/Até quando
- 1960 Velhos tempos/Cidade do interior
- 1960 O amor e a rosa/Bebeco e Doca
- 1960 A canção dos seus olhos/Ri
- 1960 Mulata assanhada
- 1960 Vem hoje/Guacira
- 1960 A meiga Elizeth
- 1960 Sax - Voz
- 1961 Palhaçada./Samba triste
- 1961 Nossos momentos/Tentação do inconveniente
- 1961 Balão apagado/Notícia de jornal
- 1961 Deixa andar/Vaga-lumeando
- 1961 Deixa andar/Nosso momentos
- 1961 Sax - Voz - Nº.2
- 1962 Moeda quebrada/Ninguém sabe de nós
- 1962 Canção da manhã feliz/Na cadência do samba
- 1962 Briguei/Seja lá o que Deus quiser
- 1962 A miega Elizeth Nº.2
- 1963 Eu quero amar/Se vale a pena
- 1963 Mulher carioca/Menino travesso
- 1963 Seu José/Não pense em mim
- 1963 Grandes momentos com Elizeth Cardoso
- 1963 A meiga Elizeth Nº.3
- 1963 Elizeth canta seus maiores sucessos
- 1963 Elizeth interpreta Vinícius
- 1963 A meiga Elizeth Nº.4
- 1964 A meiga Elizeth Vol.5
- 1965 Elizeth sobe o morro
- 1965 Quatrocentos anos de samba
- 1966 A bossa eterna de Elizeth e Cyro, Elizeth Cardoso e Cyro Monteiro
- 1966 Muito Elizeth
- 1967 A enluarada Elizeth
- 1968 Ao vivo no Teatro João Caetano - Volume I - Elizeth Cardoso, Zimbo Trio e Jacob do Bandolim
- 1968 Ao vivo no Teatro João Caetano - Volume II - Elizeth Cardoso, Zimbo Trio e Jacob do Bandolim
- 1968 Momento de amor
- 1969 Elizeth e Zimbo Trio na Sucata
- 1970 A bossa eterna de Elizeth e Ciro - Nº 2 - Elizeth Cardoso e Cyro Monteiro
- 1970 Elizeth, a exclusiva
- 1970 É de manhã - Elizeth Cardoso e Zimbo Trio
- 1970 Falou e disse
- 1970 Elizeth no Bola Preta com a Banda do Sodré
- 1971 Elizeth Cardoso e Silvio Caldas
- 1971 Elizeth Cardoso e Silvio Caldas - Vol. II
- 1971 Elizeth Cardoso - Disco de ouro
- 1971 Elizeth Cardoso  LATINO
- 1972 Elizeth Cardoso  TAL
- 1972 Preciso aprender a ser só
- 1974 Mulata maior
- 1974 Elizeth / Feito em casa
- 1974 Edição histórica - VOL. 3
- 1975 Elizeth Cardoso
- 1975 Bossaudade - A bossa eterna
- 1976 Elizeth Cardoso
- 1977 Elizeth Cardoso
- 1977 Elizeth Cardoso, Jacob do Bandolim, Zimbo Trio e Época de Ouro
- 1978 Live in Japan
- 1978 A cantadeira do amor
- 1979 O inverno do meu tempo
- 1980 Elizeth Cardoso nº 1
- 1980 Elizeth Cardoso nº 2
- 1980 Elizeth Cardoso nº 3
- 1981 Elizethíssima
- 1982 Recital
- 1982 Outra vez Elizeth
- 1983 Elizeth - Uma rosa para Pixinguinha
- 1984 Leva meu samba-Elizeth Cardoso e Ataulfo Júnior
- 1986 Luz e Esplendor
- 1989 Elizeth Cardoso - Jacob do Bandolim - Zimbo Trio e Conj. Época de Ouro
- 1989 Elizeth Cardoso
- 1991 Ary Amoroso
- 1991 Todo sentimento